# IC 4987
IC 4987 је спирална галаксија у сазвјежђу Телескоп која се налази на листи објеката дубоког неба у Индекс каталогу.
Деклинација објекта је - 52° 16' 46" а ректасцензија 20h 17m 19,3s. Привидна величина (магнитуда) објекта IC 4987 износи 14,5 а фотографска магнитуда 15,2. IC 4987 је још познат и под ознакама ESO 233-52, FAIR 891, AM 2013-522, PGC 64428.